# Tana malá
Tana malá (Tupaia minor) je druh tany z rodu Tupaia žijící v jihovýchodní Asii. 

## Výskyt
Tana malá je druhem primárních i sekundárních lesů lokalizovaných především v nižších nadmořských výškách nepřesahujících 1000 metrů, ačkoli některé populace byly zaznamenány i ve výše položených stanovištích. Tana malá se vyskytuje na Malajském poloostrově, jakož i na některých ostrovech Malajského souostroví (Sumatra, Borneo, Balambangan či souostroví Lingga). Žije sympatricky s jinými druhy tan z rodu.

## Popis a chování
Tana malá dosahuje průměrné délky těla asi 12,4 cm a hmotnosti 50 až 70 g, přičemž se nerozvíjí výrazný pohlavní dimorfismus. Povrchně připomíná veverku, ačkoli s ní není blízce příbuzná. Má protažený čenich, její srst je zbarvena zlatohnědé, přičemž spodní partie těla oscilují mezi bílou a světle krémovou. Ostré drápky na prstech umožňují dobře šplhat po stromech.
Tana malá je všežravec, konzumuje širokou škálu bezobratlých živočichů a ovoce, přičemž v ekosystému může zastávat roli rozptylovače semen. Potravu vyhledává na stromech, kde tráví většinu života, přičemž se pohybuje ve všech typech stromových pater. Aktivní je během dne. O rozmnožování a systémech páření tohoto druhu se mnoho neví. K páření může docházet během celého roku, přičemž ihned po porodu se samice mohou znovu rozmnožovat. Vrh čítá 1 až 3 mláďata, přičemž délka březosti u tanovitých obecně činí 45 až 55 dní. Mláďata jsou porozena do připraveného hnízda a samice je kojí několik týdnů, ačkoli celkově jim věnuje pouze malou mateřskou péči, výživným mlékem je krmí pouze obden a jenom několik minut.

## Ohrožení
Druh je ohrožen ztrátou přirozeného prostředí, ačkoli úbytky se stále nezdají být příliš vážné. Mezinárodní svaz ochrany přírody tanu malou hodnotí jako málo dotčený taxon.